# ジュディット・ド・ブルターニュ

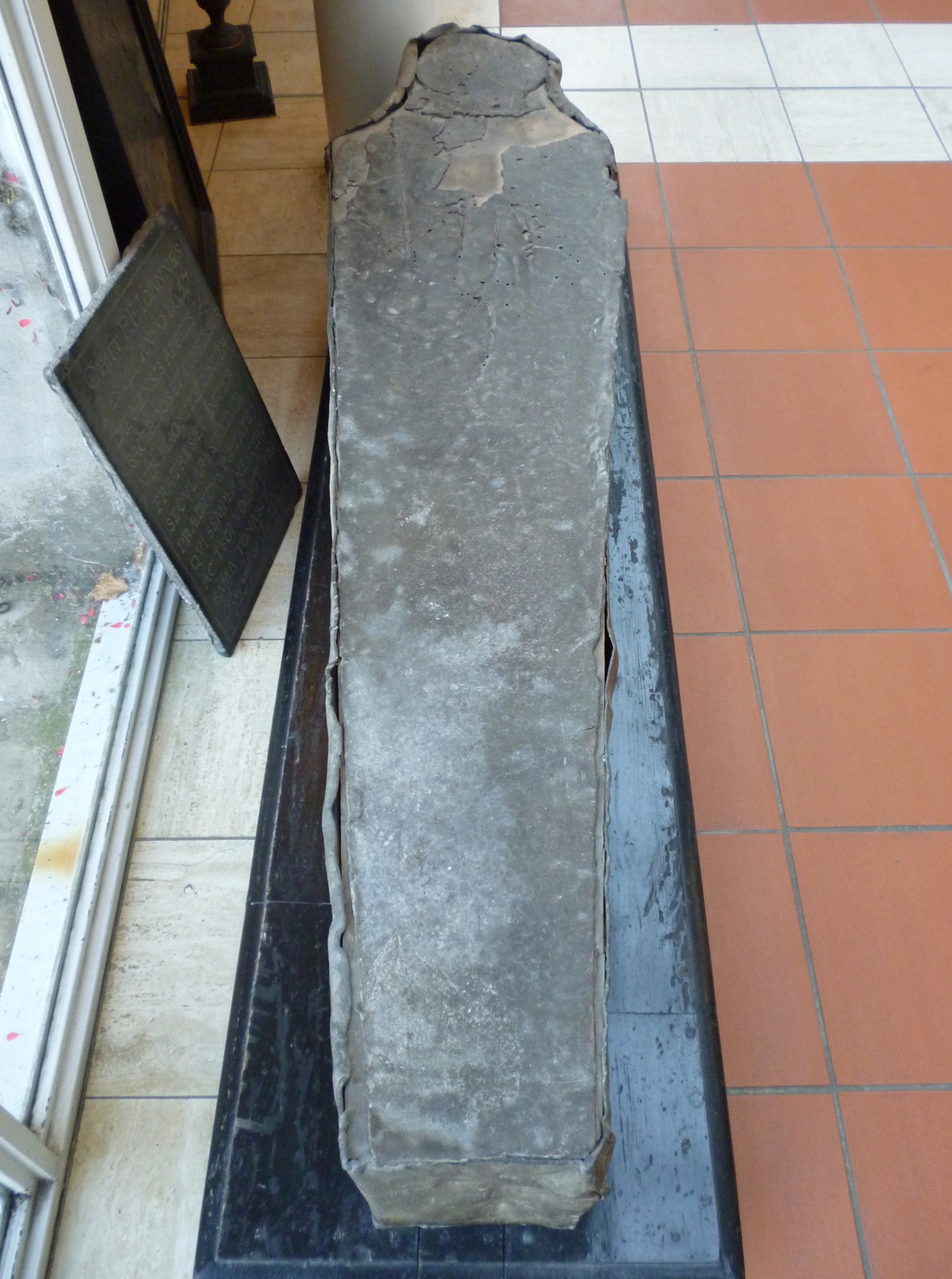
ジュディットの棺

ジュディット・ド・ブルターニュ（フランス語：Judith de Bretagne, 982年 - 1017年8月28日）は、ノルマンディー公リシャール2世の妃。

## 生涯
ジュディットはブルターニュ公コナン1世とエルマンガルド＝ジェルベルジュ・ダンジューの娘として982年に生まれた。ジュディットはロベール1世の母であり、イングランド王となるウィリアム1世の内祖母にあたる。
ジュディットの結婚はノルマンディーとブルターニュの同盟のために行われた二重結婚のうちの1組であった。996年にジュディットの兄ジョフロワ1世はノルマンディー公リシャール1世の娘アヴォワーズと結婚し、1000年ごろにジュディットはアヴォワーズの兄リシャール2世と結婚した。ジュディットは1017年8月28日に死去し、1013年にジュディットが創建したベルネー修道院に埋葬された。

## 子女
ジュディットは1000年ごろにノルマンディー公リシャール2世と結婚し、2人の間に6子が生まれた。
- リシャール3世（1002/4年 - 1027年） - ノルマンディー公[2]
- アリス（アデライード）（1003/5年 - 1038年） - ブルゴーニュ伯ルノー1世と結婚[2]
- ロベール1世（1005/7年 - 1035年） - ノルマンディー公[2]
- ギヨーム（1007/9年 - 1025年） - フェカンの修道士[2]
- エレオノール（1011/3年 - 1071年以降） - フランドル伯ボードゥアン4世と結婚[2]
- マティルド（1013/5年 - 1033年） - フェカンの修道女[7]